# Danilo Damjanović
Danilo Damjanović, hrvaško-srbski general, * 22. november 1915, † 13. julij 1990.

## Življenjepis
Leta 1941 je vstopil v NOVJ in v KPJ. Med vojno je bil poveljnik enot.
Po vojni je končal VVA JLA in Vojno šolo JLA. Upokojil se je leta 1966.

## Odlikovanja in nagrade
- Red narodnega heroja
- Red bratstva in enotnosti